# Sjoa
La Sjoa est une rivière du comté d'Oppland. Elle commence au lac Gjende et continue ensuite dans la vallée Sjodalen, formant au passage les lacs Øvre Sjodalsvatnet et Nedre Sjodalsvatnet et les rapides de Riddarspranget avant de rejoindre la rivière Gudbrandsdalslågen. La rivière est populaire pour les amateurs de rafting et de Kayak.